# VALBOND
分子力学法において、VALBONDは原子価結合理論に基づき変角エネルギーを計算する手法である。VALBONDは原子上の混成オービタルが直交しているときに最大値をとるオービタル強度関数に基づいている。オービタルの混成はベント則に基づく経験的な式により計算される。ベント則では軌道のp性と電気陰性度を関連付けている。
VALBOND関数は平衡構造近傍のみならず、角度が大きく歪んだ構造においても変角エネルギーを記述するのに適している。これは多くの力場で用いられている単純な調和振動子近似よりも有利であることを意味しており、この性質のおかげでVALBOND法により超原子価分子や遷移金属錯体を扱うことが可能になっている。VALBOND法のエネルギー項は、結合伸縮や二面角、非結合性相互作用などを含む完全な式となるよう、CHARMMやUFFなどの力場と組み合わせて用いられてきた。

## 関数形式

### 非超原子価分子
spmdn混成オービタルによる非超原子価結合に挟まれた角{\displaystyle \alpha }について、そのエネルギーの寄与は次式で表せる。
{\displaystyle E(\alpha )=k(S^{max}-S(\alpha ))}
ここでkは結合に含まれる原子種に依存した経験的な係数であり、Smaxは次式で表される最大強度関数である。
{\displaystyle S^{max}={\sqrt {\frac {1}{1+m+n}}}(1+{\sqrt {3m}}+{\sqrt {5n}})}
S(α)は強度関数を表す。
{\displaystyle S(\alpha )=S^{max}{\sqrt {1-{\frac {1-{\sqrt {1-\Delta ^{2}}}}{2}}}}}
強度関数は非直交積分Δに依存し、Δは次式で表される。
{\displaystyle \Delta ={\frac {1}{1+m+n}}\left[1+m\cos \alpha +{\frac {n}{2}}(3\cos ^{2}\alpha -1)\right]}
ある角に関わる各々の結合軌道について1回ずつ、エネルギー寄与項は計2回足し上げられる。(角によっては異なった混成軌道やkの値をとるかも知れない。)
非超原子価結合のpブロック原子では、超原子価nはゼロ(d軌道の寄与が無い)であり、mは%p(1-%p)に一致する。ここで%pは次式で示された軌道のp性を表す。
{\displaystyle \%p_{i}={\frac {n_{p}wt_{i}}{\sum _{j}wt_{j}}}}
jについての総和は、原子上の全ての配位子、非共有電子対、ラジカルについて総和を取ることを示している。
また、npは混成数(英: gross hybridization)を示している（例えば、 sp2原子では、np=2となる）。重みwtiは結合を構成する2つの原子種(非共有電子対やラジカルでは1つ)に依存し、各原子のp性を表す。重みの値は経験的なものであるが、ベント則の観点からは合理化できる。